# Kháng chiến trong thế chiến II
Các phong trào kháng chiến trong Thế chiến II xảy ra ở mọi quốc gia bị chiếm đóng bằng nhiều phương tiện khác nhau, từ không hợp tác, không thông tin và tuyên truyền, để che giấu các phi công bị rơi và thậm chí là chiến tranh thẳng thắn và chiếm lại các thị trấn. Ở nhiều nước, các phong trào kháng chiến đôi khi cũng được gọi là The ngầm.
Trong số các phong trào kháng chiến đáng chú ý nhất là kháng chiến Ba Lan, bao gồm Quân đội chủ nhà Ba Lan, Leśni, và toàn bộ Nhà nước ngầm Ba Lan; Quân giải phóng Nam Tư, đảng phái Liên Xô, Resistenza Ý được lãnh đạo chủ yếu bởi CLN Ý; kháng chiến Pháp, kháng chiến Bỉ, kháng chiến Na Uy, Kháng chiến Đan Mạch, kháng chiến Hy Lạp, kháng chiến Albania, Kháng chiến Hà Lan và đối lập ở Đức đàn áp chính trị (có 16 nhóm kháng chiến chính và ít nhất 27 lần thất bại trong việc ám sát Hitler với nhiều kế hoạch hơn): nói tóm lại, trên khắp châu Âu do Đức chiếm đóng.
Nhiều quốc gia đã có các phong trào kháng chiến chuyên chống lại những kẻ xâm lược phe Trục, và chính Đức Quốc xã cũng có một phong trào chống phát xít. Mặc dù nước Anh không bị chiếm đóng trong chiến tranh, người Anh đã chuẩn bị phức tạp cho một phong trào kháng chiến của Anh. Tổ chức chính được tạo ra bởi Sở Tình báo Bí mật (SIS, còn gọi là MI6) và hiện được gọi là Phần VII. Ngoài ra, còn có một lực lượng đặc công bí mật ngắn hạn được gọi là Đơn vị phụ trợ. Nhiều tổ chức khác nhau cũng được thành lập để thành lập các tế bào kháng chiến nước ngoài hoặc hỗ trợ các phong trào kháng chiến hiện có, như Cơ quan Điều hành Đặc biệt của Anh và Văn phòng Dịch vụ Chiến lược Hoa Kỳ (tiền thân của Cơ quan Tình báo Trung ương).
Ngoài ra còn có các phong trào kháng chiến chiến đấu chống quân xâm lược Đồng minh. Ở Đông Phi Ý, sau khi các lực lượng Ý bị đánh bại trong Chiến dịch Đông Phi, một số người Ý đã tham gia vào một cuộc chiến tranh du kích chống lại người Anh (1941-1943). Phong trào kháng chiến của Đức Quốc xã (Werwolf") không bao giờ lên tới nhiều. "Anh em rừng" của Estonia, Latvia và Litva bao gồm nhiều máy bay chiến đấu hoạt động chống lại sự chiếm đóng của Liên Xô tại các nước vùng Baltic vào những năm 1960. Trong hoặc sau chiến tranh, cuộc kháng chiến chống Liên Xô tương tự đã tăng lên ở những nơi như Romania, Ba Lan, Bulgaria, Ukraine và Chechnya. Trong khi người Nhật nổi tiếng vì "chiến đấu đến người cuối cùng", các tổ chức của Nhật Bản có xu hướng được thúc đẩy riêng lẻ và có rất ít dấu hiệu cho thấy có bất kỳ sự kháng cự có tổ chức nào của Nhật Bản sau chiến tranh.